# Siemiechów (województwo łódzkie)
Siemiechów – wieś w Polsce położona w województwie łódzkim, w powiecie łaskim, w gminie Widawa. 
W skład tego sołectwa wchodzą także przysiółki: Kępina i Siemiechów-Kolonia. Siemiechów położony jest nad rzeką Wartą w malowniczej dolinie parku międzyrzecza Warty i Widawki. Sąsiaduje z Wielką Wsią, Brzykowem, Rychłocicami oraz z Jarocicami (po drugiej stronie Warty). Jego malownicze położenie sprawia, że latem gości on wielu działkowiczów. 
W latach 1975–1998 miejscowość położona była w województwie sieradzkim.

## Hełm celtycki z Siemiechowa

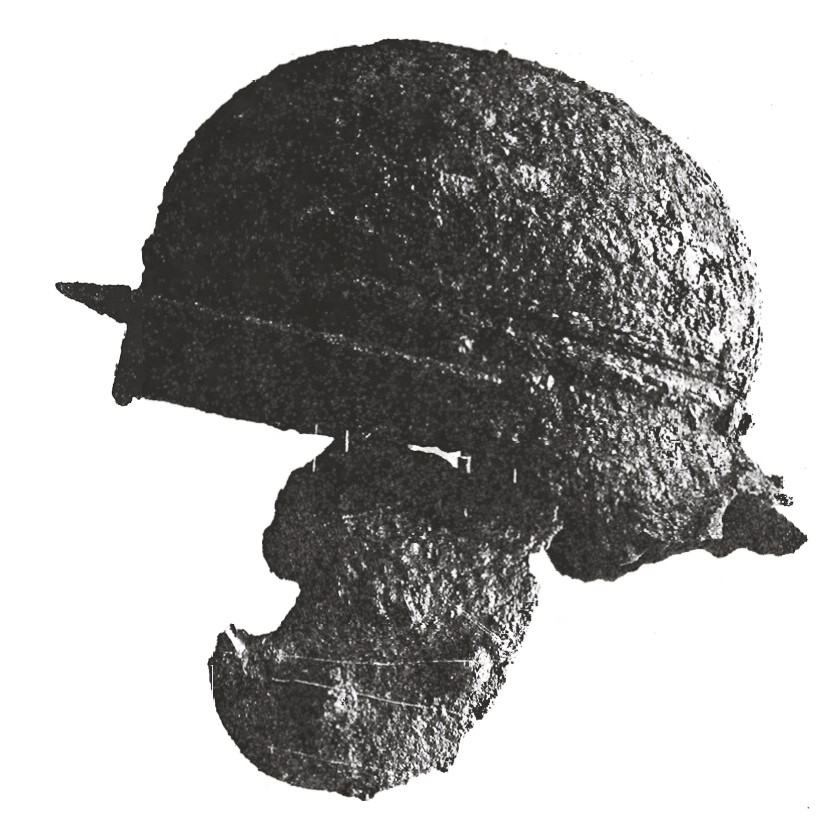
Hełm celtycki z I wieku p.n.e. z Siemiechowa

Archeolodzy z Muzeum Regionalnego w Pabianicach odkryli w Siemiechowie cmentarzysko Celtów z pierwszych wieków naszej ery, na którym znaleziono m.in. miecze, groty włóczni, okucia tarcz (umba) oraz miniatury narzędzi i broni. Najwartościowszym znaleziskiem było odkrycie w 1982 roku w grobie nr 25 hełmu typu wschodnioceltyckiego z zachowanymi częściami policzkowymi. Hełm ten został  uznany przez G. Ulberta za typ Agen/Port, występujący w I wieku. p.n.e., ale wg klasyfikacji Robinsona (1975) hełm należy określić jako typ COOLUS G i datować na trzecią ćwierć I wiek n.e.
W znalezionym grobie hełm spełniał rolę popielnicy (urny). 
Hełm jest przechowywany w muzeum w Pabianicach.